# Jüdischer Friedhof (Diemeringen)

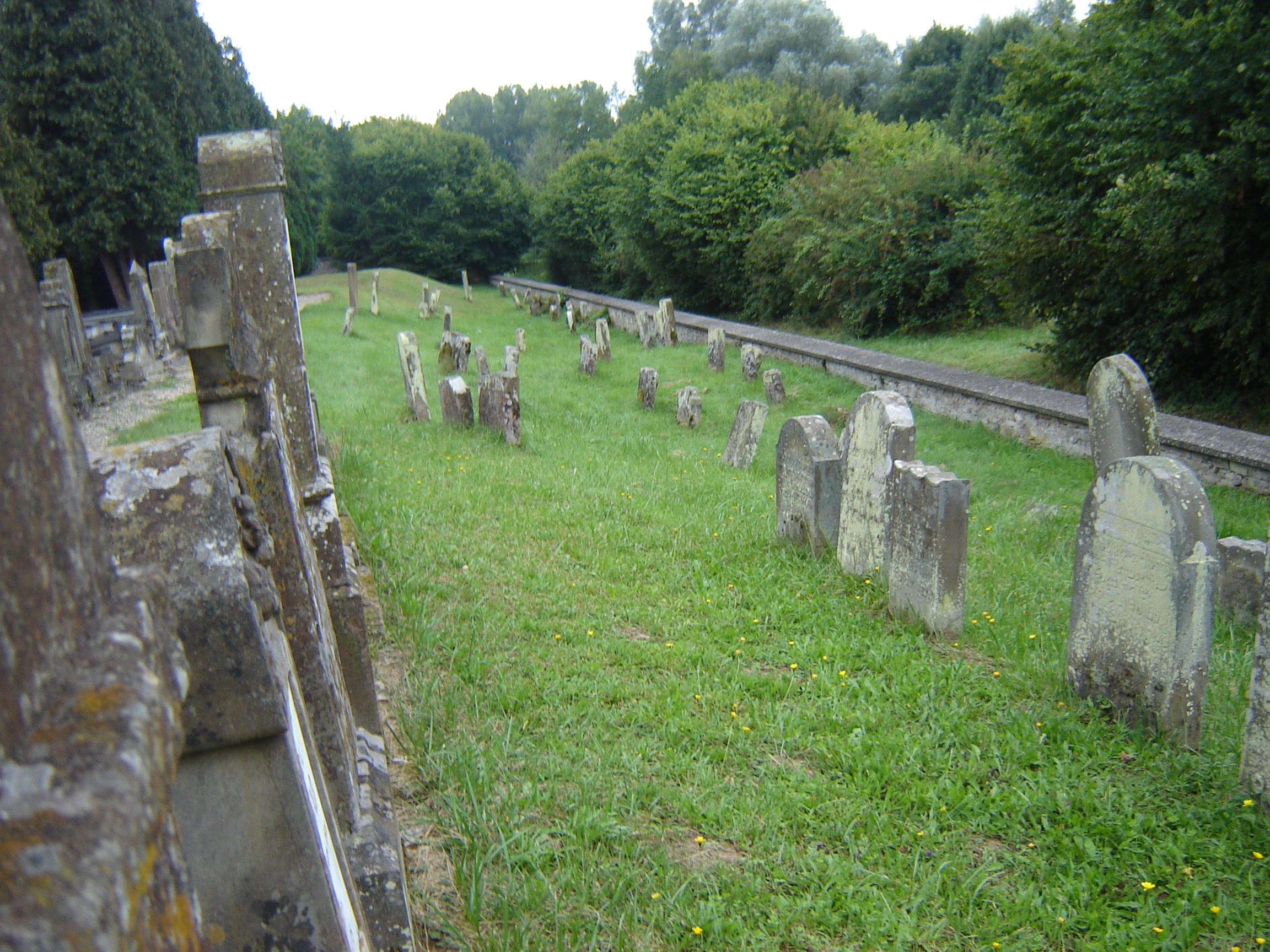
Jüdischer Friedhof in Diemeringen

Der Jüdische Friedhof in Diemeringen, einer französischen Gemeinde im Département Bas-Rhin in der Region Grand Est, wurde Ende des 18. Jahrhunderts angelegt. Der jüdische Friedhof an der Straße nach Butten befindet sich unmittelbar neben dem später geschaffenen kommunalen Friedhof.
Auf den Friedhof, der bis heute belegt wird, befinden sich etwa 250 Grabsteine.